# Anders Myrvold
Anders Myrvold, född 12 augusti 1975 i Lørenskog, är en norsk  tidigare professionell ishockeyspelare som spelade för Frisk Asker, Furuset IF, Storhamar, Vålerenga Ishockey, Stavanger Oilers och Stjernen Hockey i norska GET-ligaen.
Anders Myrvold draftades av NHL-klubben Quebec Nordiques i femte rundan 1993, som 127:e spelare totalt. Han gjorde NHL-debut för Colorado Avalanche den 6 oktober 1995. Han blev norsk seriemästare med Vålerenga Ishockey 2005. Han har även varit uttagen som norsk landslagsman och deltagit i flera VM.
Myrvold spelade för Colorado Avalanche, New York Islanders, Boston Bruins och Detroit Red Wings i NHL. På 33 matcher i NHL gjorde han 5 assist och samlade ihop 12 utvisningsminuter.
I svenska Elitserien har han spelat för Färjestads BK, Djurgårdens IF och AIK.